# Cuno Josua von Bülow
Cuno Josua von Bülow (* 13. Januar 1658 auf Gut Abbensen bei Peine; † 27. Juli 1733 in Hannover) war kurbraunschweig-lüneburgischer Generalfeldmarschall.

## Familie
Er entstammte der Linie von Pluskow des Geschlechts Bülow.
Sein Vater, Paul Joachim von Bülow (* 1606 in Scharfsdorf; † 1669 in Lüneburg) war Erbherr auf Abbensen (1654 für 1000 Taler von Saldern erworben), Göddenstedt usw., Wirklicher Geheimer Rat zu Celle und Kammerpräsident. Er heiratete Ilse Dorothea von der Asseburg. und in zweiter Ehe Lucia von Ahlefeldt in Celle. Die Geschwister waren Paul Joachim Heinrich Freiherr von Bülow, Anna Eleonore von Bülow, Thomas Christian von Bülow und Joachim Heinrich von Bülow. Der jüngste Bruder, Wilhelm Dietrich (1664–1737) war der erste königlich preußische Obersthofmeister, Kanzler des Schwarzen Adlerordens und Wirklicher Geheimer Rat.

## Leben
Cuno Josua von Bülow war wohl um 1676 in die Hannoversche Armee eingetreten und hatte seine Dienste dem Kurfürsten Ernst August und seinem Sohn Georg Ludwig geleistet. Seine ersten Einsätze sind unbekannt. Er wurde wohl Generaladjutant des Erbprinzen. 1685 wurde er als Major in der Leibgarde genannt. Beim Wiederausbruch des Krieges gegen Ludwig XIV. im Jahre 1688 marschierten 18.000 Mann nach Brabant und von Bülow befehligte als Oberst ein Dragonerregiment, wobei dieses seine Pferde verlor.
1695 heiratete er Anna Oelgard von Ahlefeld a.d.H. Lehmkuhlen.
1696 kommandierte er als Generalmajor die Kavallerie. Bald darauf kam es zum Friedensschluss. 1701 begann der Spanische Erbfolgekrieg zwischen Habsburg und Bourbon, wobei Hannover und Lüneburg 1702 10.000 Mann in den englischen Dienst stellten. Unter Marlborough kommandierte Bülow als Generalmajor die ganze hannoversche Kavallerie, zeichnete sich um 1704 in den Schlachten von Höchstädt, Oudenarde, beim Scheldeübergang und der Schlacht am Schellenberg aus und wurde zum Generalleutnant befördert. 1704 war er in Brabant.
1705 wurde er in den Reichsfreiherrnstand erhoben.
1707 wurde ihm als Gouverneur der Festung Hannover, nach Erwerb eines Hauses in der Köbelingerstraße, ehrenhalber das Bürger- und Brauer-Gilde-Recht vom Magistrat verliehen. So wurde er sinngemäß der erste hannoversche Ehrenbürger. Da sein Name in der Ehrenbürgerakte falsch geschrieben war, hatte man 1929 in Ledeburg die Butanstraße nach ihm benannt. Später benannte man eine in die Husarenstraße mündende Straße nach ihm.
1712 war er zum Général en chef ernannt, und hatte zu seinen Dragonern das rotröckige Infanterie-Garde-Regiment erhalten.
1712 erwarb er in Holstein Löhrstorf, Satjewitz, Groß Brode, Klausdorf, Rethwisch und 1716 Siggen und Godderstorf, 1723 Gut Emkendorf. Vom Vater her besaß er Seelze. Aus dem Nachlass seines ältesten Bruders Joachim Heinrich übernahm er das Rittergut Abbensen. Er wollte seine Güter zu einem Fideikommiss vereinigen. Das Testament ließen seine verschwenderische Gattin und Sohn jedoch kurz vor seinem Tod verschwinden.
1719 war er Befehlshaber einer Reichsexekution gegen Mecklenburg (vgl. Landesgrundgesetzlicher Erbvergleich) und wurde in der Schlacht von Walsmühlen vom Grafen von Schwerin geschlagen. Über den Ausgang der Revanche gab es unterschiedliche Auffassungen.
1727 wurde er von Georg II. zum Generalfeldmarschall ernannt.
Die Tochter heiratete einen Kammerherrn von Steinberg, starb aber bald.
Der Sohn Ernst August wurde hannoverscher Oberkammerherr, lebte in Saus und Braus. 1724 heiratete er Sophie Charlotte Reichsgräfin von Platen Hallermund, eine Tochter des Britannischen und Braunschweigischen Geheimen Staats- und Oberkämmerers Grafen Ernst August von Platen. Er wurde am 5. März 1736 in Wien von Kaiser Karl VI. in den Reichsgrafenstand gehoben. 1761 heiratete er Anna Clara Gräfin von Kielmannsegg. Beide Ehen blieben kinderlos.